# Morne Paul
Morne Paul ist ein Siedlungsgebiet im Quarter (Distrikt) Laborie im Süden des Inselstaates St. Lucia in der Karibik.

## Geographie
Die Siedlung liegt im Süden der Insel an der Ostseite des Morne Le Blanc, zwischen den Flüssen Balembouche River und Doree River. Im Umkreis liegen die Siedlungen Annus (N), Morne Gomier (O), Morne Le Blanc (SO), Saphire (S), La Perle (W) und Londonderry (NW).
| Londonderry | Annus                                       | Morne Gomier |
| La Perle    | Kompassrose, die auf Nachbargemeinden zeigt | Morne Gomier |
| Saphire     | Saphire                                     | La Perle     |

## Klima
Nach dem Köppen-Geiger-System zeichnet sich Morne Paul durch ein tropisches Klima mit der Kurzbezeichnung Af aus.